# Vysoké Jamné
Vysoké Jamné je malá vesnice, část obce Lestkov v okrese Tachov v Plzeňském kraji. Nachází se asi 2,5 kilometru severozápadně od Lestkova. Prochází zde silnice II/201. V roce 2011 zde trvale žilo 29 obyvatel.
Vysoké Jamné je také název katastrálního území o rozloze 6,05 km².

## Historie
První písemná zmínka o vesnici pochází z roku 1208.

## Obyvatelstvo
Při sčítání lidu v roce 1921 zde žilo 264 obyvatel (z toho 120 mužů) německé národnosti a římskokatolického vyznání. Podle sčítání lidu z roku 1930 měla vesnice také 264 obyvatel se stejnou národnostní i náboženskou strukturou.
| Rok            | 1869 | 1880 | 1890 | 1900 | 1910 | 1921 | 1930 | 1950 | 1961 | 1970 | 1980 | 1991 | 2001 | 2011 | 2021 |
| -------------- | ---- | ---- | ---- | ---- | ---- | ---- | ---- | ---- | ---- | ---- | ---- | ---- | ---- | ---- | ---- |
| Počet obyvatel | 277  | 269  | 279  | 288  | 284  | 264  | 264  | 112  | 95   | 71   | 44   | 30   | 27   | 29   | 44   |
| Počet domů     | 37   | 41   | 45   | 46   | 44   | 45   | 46   | 41   | 41   | 19   | 16   | 16   | 17   | 21   | 21   |

## Obecní správa
Při sčítání lidu v letech 1850–1963 Vysoké Jamné bylo samostatnou obcí v okrese Teplá, v letech 1900–1930 v okrese Planá a v roce 1950 v okrese Mariánské Lázně. Od roku 1964 je částí obce Lestkov v okrese Tachov.

## Pamětihodnosti
- Návesní kaple

## Další fotografie

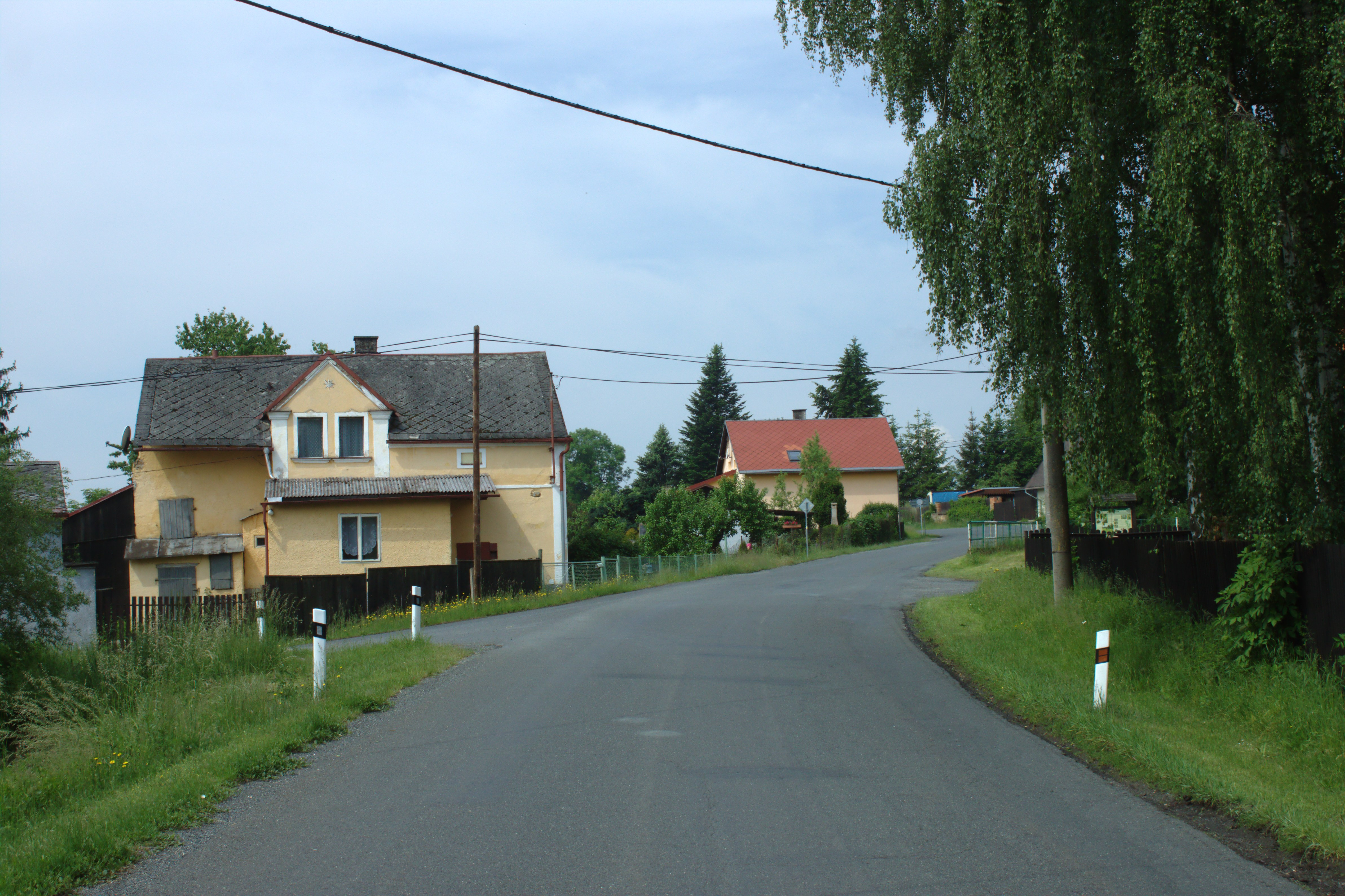
Domy u hlavní silnice
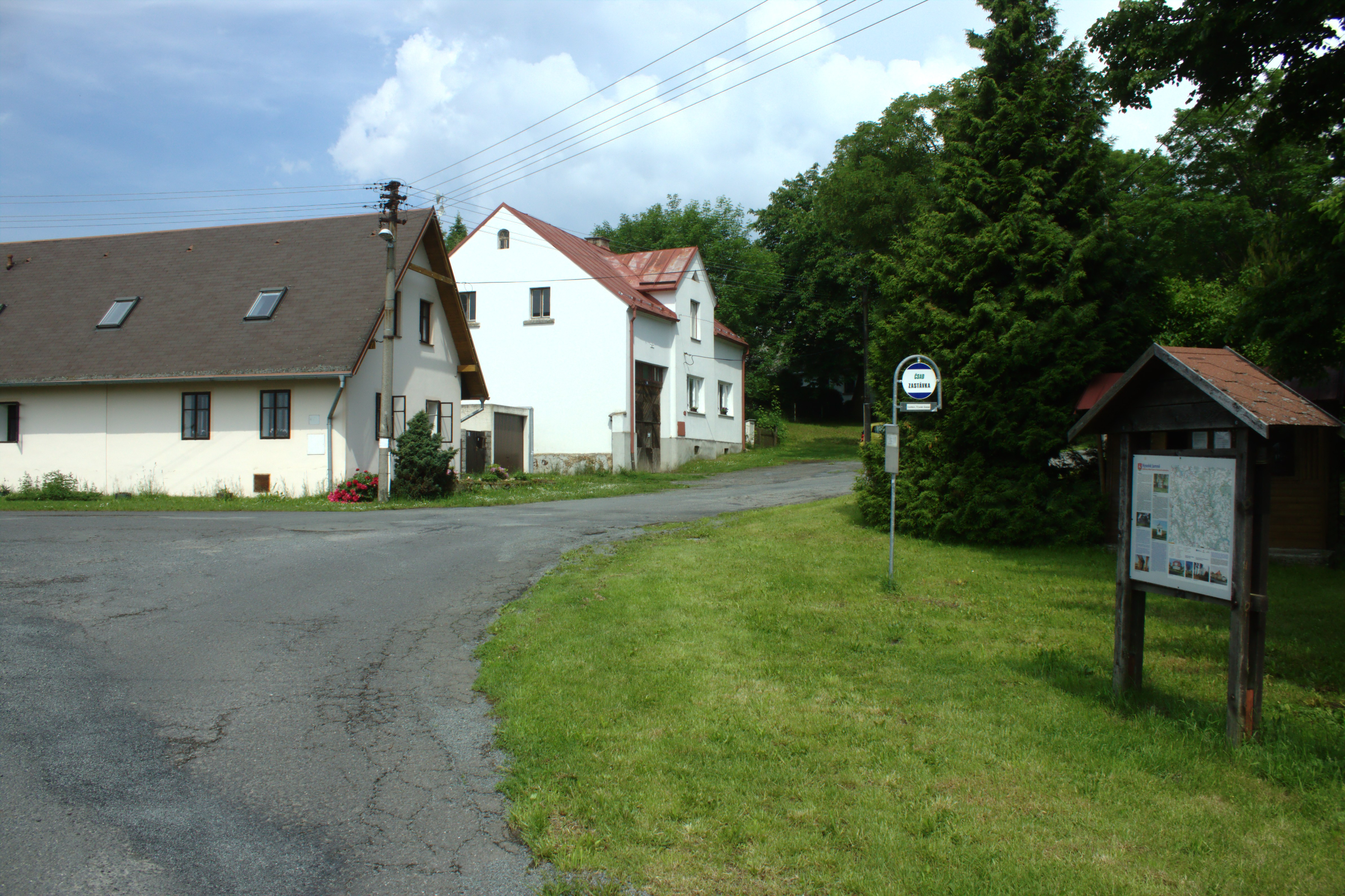
Zastávka na návsi
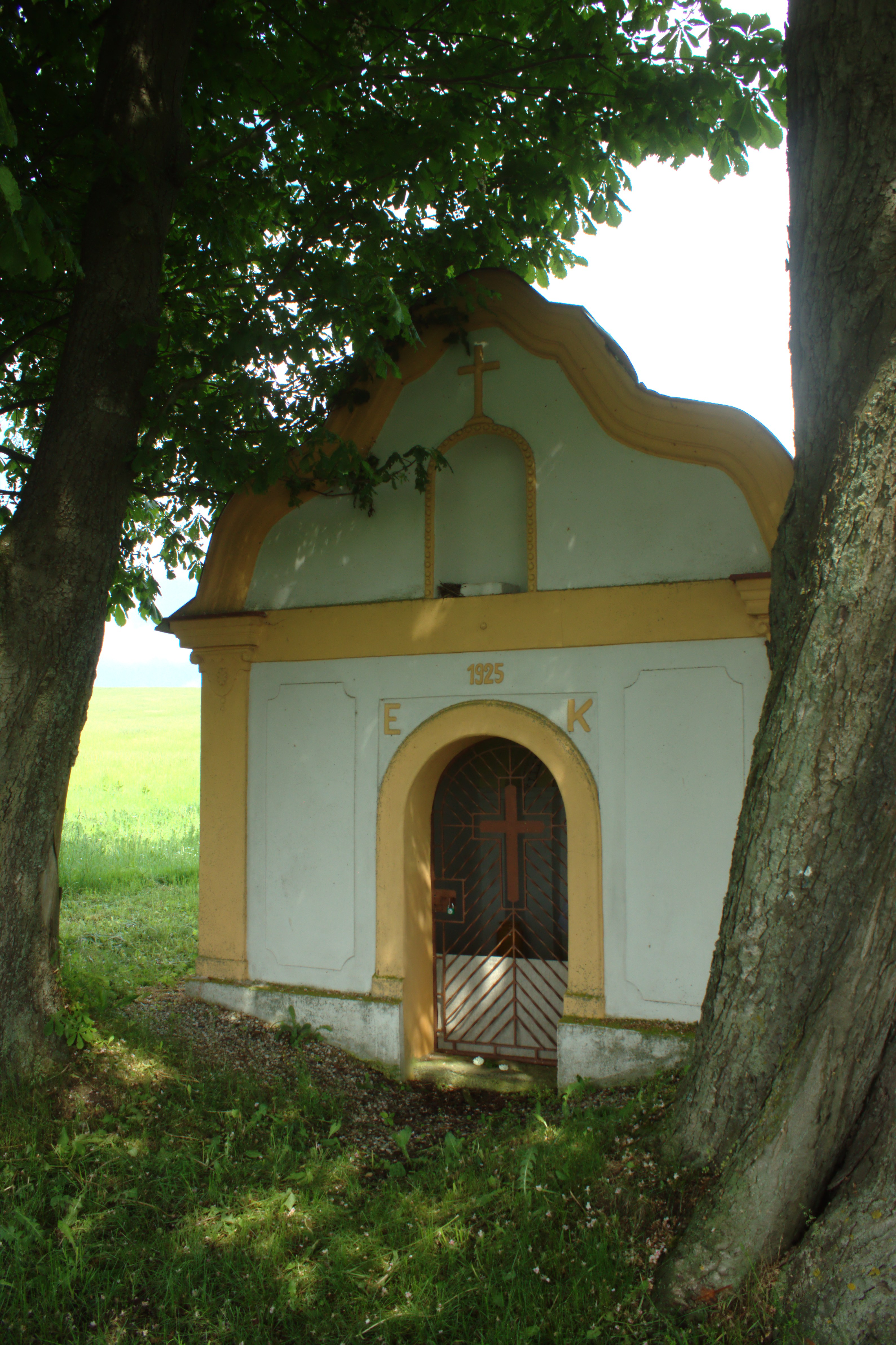
Kaple na východ od vsi